# Proiettile vagante 3
Proiettile vagante 3 (Balle perdue 3) è un film del 2025, diretto da Guillaume Pierret.
È il sequel del film del 2022 Proiettile vagante 2 e terzo ed ultimo film della saga.

## Trama
Lino deve dare la caccia ad Areski con il quale ha un conto in sospeso facendosi aiutare dalla poliziotta Julia in una sfida senza esclusioni di colpi.

## Distribuzione
Il film è stato distribuito sulla piattaforma Netflix dal 7 maggio 2025.